# 法国科学院
法国科学院（法語：Académie des sciences）是法兰西学会下属的五个学院之一，集中最出色的法国科学家和与法国有联系的外国科学家，法国科学院不设研究机构。設立於1666年，原名為皇家科學院（Académie royale des sciences）。

## 历史
法国科学院的创建归功于让-巴普蒂斯特·柯尔贝尔。他选择了一批学者，从1666年12月22日起定期在皇家图书馆里开会。1699年1月20日路易十四正式给科学院制定章程，时称皇家科学院（Académie royale des sciences）。

### 成立

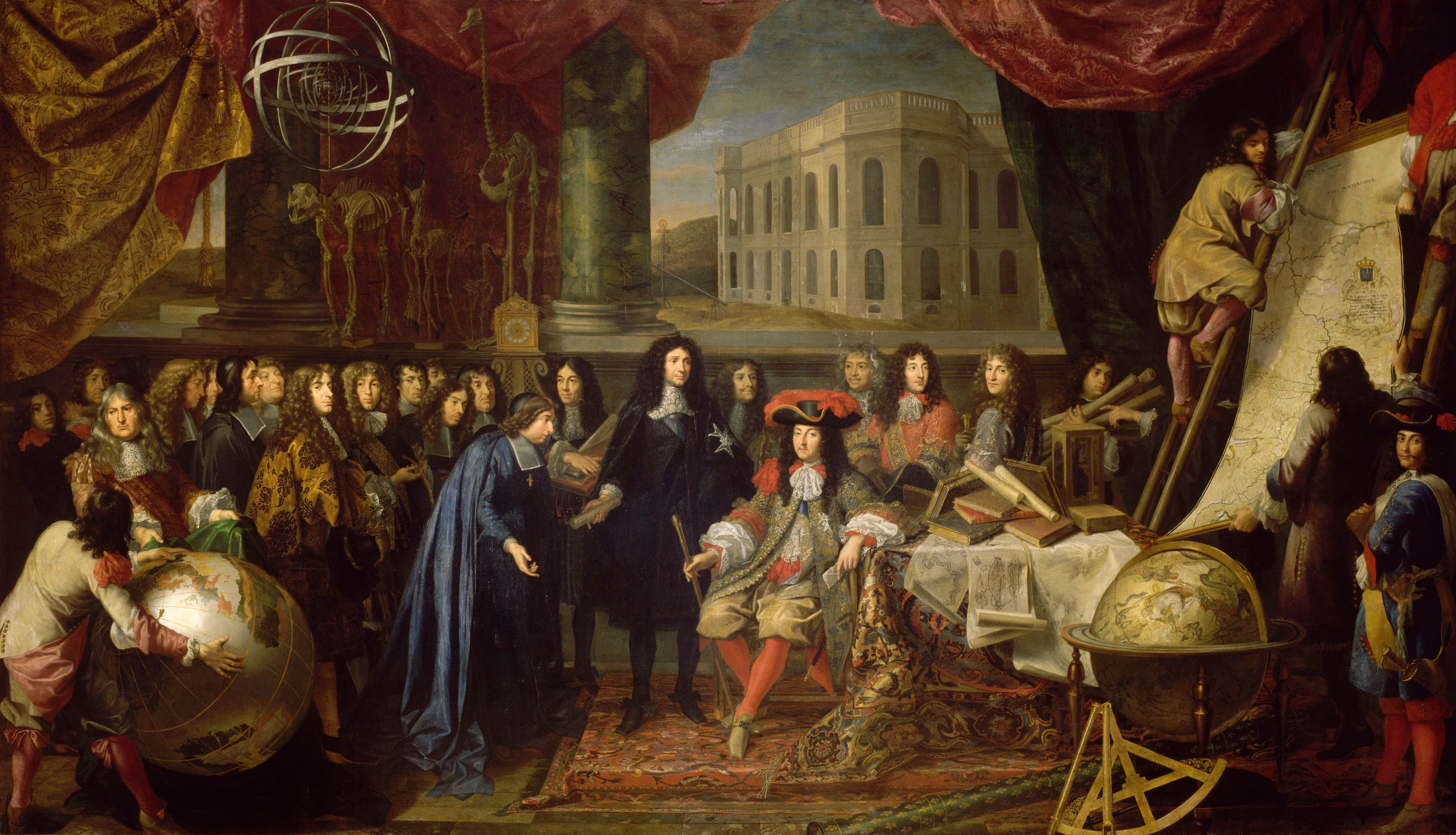
科尔培向路易十四介绍皇家科学院成员

17世纪初，巴黎学界出现了许多个人自由组织起来的非正式的各种学术性圈子或学会，其中比较著名的是修道士梅森的小组，他们在梅森的修道室定期聚会，并且同当时学界的著名人物，如笛卡尔、伽桑狄、费马、帕斯卡等，保持通信联系。梅森去世后，聚会经常在时任国务会议参事的蒙特摩（Henri Louis Habert de Montmor）家里举行。1663年，蒙特摩向路易十四的财政大臣科尔培进言，请求资助科学。1666年，巴黎科学院成立，成员21名，包括几何学家、天文学家、物理学家、化学家、解剖学家、植物学家和鸟类学家，由国王支付薪俸。巴黎科学院还吸收了外国著名的科学家作为首批院士，例如意大利科学家卡西尼和荷兰科学家惠更斯。
巴黎科学院成立之后，筹建了巴黎天文台，1667年动工，1672年建成。法王批准設立天文台，零度經線經過此處(現在是東經2°20'14.025")就是巴黎子午線。巴黎天文台不仅用来从事天文观测，也是科学院从事其他几乎所有活动的场地，内设会议室、化学实验室，以及存放所有自然史物种标本的空间。巴黎天文台的迅速建成象征了王室对科学的支持，也是科学院实体落成的标志。
在最初的30年里，科学院的活动还没有步入正轨。1699年，法国国王路易十四赐名这个组织为“巴黎皇家科学院”（Académie royale des sciences de Paris），安置在当时的皇宫卢浮宫的图书馆里，并制订了章程。科学院经费由国王提供，56名院士都有津贴，因此科学院也具有皇家常设咨询机构的性质。科学院行政事务由终身秘书掌管，负责分配任务、报告科学院的年度成就、以及撰写逝世院士的颂词等。

### 解散与重建
法国大革命时期，雅各宾派上台后，巴黎科学院被视为王权的象征，1793年与旧制度下建立的其他科学组织一起全部被解散。1794年，3月孔多塞在狱中自杀，5月拉瓦锡被送上断头台。随后上台的较为温和的热月党人意识到科学的重要性，1795年国民公会将包括巴黎科学院在内的所有曾被取消的文化学术团体组织在一起，成立了“国家科学与艺术学院”（Institut National des Sciences et des Arts），下设科学、道德与政治科学、文学与美术三个学部，院士人数分别是60名、36名和48名。1803年，拿破仑因不满“自由知识分子的沙龙政治”，废除了道德与政治科学部。1816年，复辟的路易十八下令恢复旧制，“国家科学与艺术学院”被改组为“法兰西学院”（Institut de France），取消了各个学部，改为5个学院，分别为科学院、伦理和政治科学院、文学院、艺术科学院、铭文与美文学院。

## 组织结构
院士按照学部（divisions）和学科（sections）组织。现有两个学部：
- 数学和物理科学、宇宙科学及其应用学部：数学科，物理学科，机械和信息科学科，宇宙科学科；
- 化学、生物和医药科学及其应用学部：化学科，分子、细胞和遗传生物学科，集成生物学科，人类生物学和医药科学科。

另有：科学应用交叉学科。

## 院士
当代的法国科学院有院士（membres）、外国合作院士（associés étrangers）和通讯院士（membres correspondants）。现有院士240余人，外国合作院士130余人，通讯院士110余人。